# Pablo Cervantes Perusquía
Pablo Cervantes Perusquía (Amealco, Querétaro, 15 de enero de 1891) fue un sacerdote mexicano.

## Biografía
Hijo de Eduardo Cervantes y María Perusquía. A la edad de 6 años quedó huérfano de madre siendo su padre el que le enseñó la doctrina cristiana y la práctica de las virtudes, siendo su padre abogado también le daba clases de matemáticas, astronomía, latín y griego.
El cura Velázquez le dio clases de religión y con su ejemplo lo impulsó a seguir la vida sacerdotal.
En 1901 don Eduardo inscribió a su hijo en el Seminario Diocesano. 1909 suspende sus estudios por una fuerte anemia lo que lo obliga a dejar sus estudios y volver a su casa ayudando a su familia y al cura en la parroquia en los actos litúrgicos y catequesis
El arzobispo de Linares-Monterrey visita Amealco y allí conoce al joven Pablo del cual el cura Velázquez le da las mejores referencias de él. Al conocer el celo apostólico de Pablo y su devoción en los actos litúrgicos lo invita a terminar sus estudios en la Arquidiócesis de Monterrey, iglesia tan necesitada de operarios. Él acepta y se traslada a la ciudad de México.
En 1910, es enviado a Roma para continuar sus estudios, ingresó a la Pontificia Universidad Gregoriana. Sus deseos de aprender los saciaba con la doctrina escolástica, con una mente ágil y amante de profundizar sus calificaciones fueron siempre buenas, pues unía la inteligencia y el empeño estudioso.
En octubre de 1911 recibe la tonsura de manos del Cardenal Respighi en la Capilla del Colegio Alemán. En diciembre de 1912 fue ordenado ostiario y lector en la Basílica de Letrán.
1913 recibe el Diaconado.
El 11 de abril de 1914 fue su Ordenación Sacerdotal "Heme ya al fin de mi carrera...", de manos del Cardenal Basilio Pompilii, "he tenido la dicha incomparable de ser ordenado sacerdote...!Bendito sea Dios que se ha dignado poner en mí los ojos para que sea su ministro, dejando a otros indudablemente mejores que yo!". La ordenación fue en San Juan de Letrán el Sábado de Gloria del año mencionado.
El 13 de julio de 1914 recibe los lauros académicos de Doctor en Teología en la Pontificia Universidad Gregoriana.
El 8 de septiembre del mismo año llega a Veracruz, el día 22 celebra su primera misa en tierra mexicana. El 6 de enero se encontraba en Amealco, su tierra natal y ahí celebra su primera misa el 15 de enero.
El 10 de febrero llega a la Catedral de Monterrey y el 11 celebra su primera misa en el Sagrario Catedralicio, fue nombrado capellán de las religiosas del Verbo Encarnado.
Siempre alternaba con sus cargos el ministerio sacerdotal de la predicación y del confesionario.
Cuando cerraron los templos en 1926 por la persecución religiosa el Padre Cervantes se las ingenió para mantener la antorcha de la fe en la oscuridad de las catacumbas mexicanas. Vivía en compañía de otros sacerdotes en una casa particular, salía disfrazado de civil para desempeñar su ministerio sacerdotal y dando clases a los seminaristas que habían sido repartidos como hijos de familia en casas honorables.

## Cargos desempeñados
Llegó a Monterrey en 1917. Le fue conferida la responsabilidad de párroco en la comunidad parroquial de Santa Catarina, Nuevo León en donde sirvió entre el 26 de agosto de 1917 al 23 de junio de 1918.
Luego fue nombrado maestro de matemática y lenguas latinas, por más de treinta y nueve años fue maestro de varias generaciones, tuvo la cátedra de lengua española, geografía, lógica, ética, sociología pastoral, acción católica y teología dogmática, además de las ya mencionadas.
También fue capellán del seminario, prefecto de disciplina, prefecto de estudios, vicerrector y ecónomo.
En mayo de 1920, fue designado promotor fiscal y examinador prosinodal de la curia, Capellán del Colegio María Auxiliadora de las religiosas Salesianas, además segundo secretario de las conferencias mensuales del clero, prosecretario de la Mitra y prefecto de estudios y disciplina del seminario.
1921 Capellán de la Orden de Caballeros de Colón, cumplía con exactitud sus deberes de impulsar las actividades fraternales y apostólicas de los socios y les impartía formación en los Círculos de Estudios Sociales que se tenían cada semana.
Recibió su nombramiento de fiscal y censor de la Mitra en febrero del 1922 y en abril fue nombrado canónigo del cabildo catedralicio. De 1923 a 1930 fue asistente eclesiástico del grupo de Damas Católicas. José Guadalupe Ortiz lo ratificó como Prosecretario de la Mitra. 1933 Secretario de la Curia Eclesiástica y Ecónomo de la Diócesis.
Siendo arzobispo Guillermo Tritschler y Córdova pide al Padre Cervantes continuar como catedrático de teología dogmática en el seminario y capellán de la iglesia de Nuestra Señora del Roble y como su secretario de cámara y gobierno, además de trabajar como formador de formadores seglares atendiendo los grupos apostólicos, orientando nuevas obras de carácter espiritual y de proyección social.

## Fundador
En 1919 la Acción Católica de la Juventud Mexicana (A.C.J.M.) en Monterrey, se reunía en la casa parroquial de la catedral con un grupo de jóvenes estudiantes llamados "Guardia Juvenil del Sagrado Corazón de Jesús" y les daba conferencias y orientaciones personales, se hacen los trámites y pasa a ser el primer grupo de ACJM en Monterrey, daba apoyo y formación a tres comités más de ACJM.
1930 se dedicó de lleno a la creación de los organismos diosesanos y de los grupos parroquiales de Acción Católica, en 1933 queda instalado el primer comité de la U.C.M.(Unión de Católicos Mexicanos de Monterrey), sin descuidar sus anteriores cargos el padre Cervantes desempeñó una labor ejemplar de asistente eclesiástico de la Acción Católica. Puso en acción la escuela de Dirigentes, para formar a los jefes de fila del Apostolado Seglar, recorrió parroquias de la ciudad y las foráneas, entre ellas unas de Tamaulipasy Coahuila para fundar grupos apostólicos.
Entre sus inquietudes sacerdotales, quería auxiliar a las jóvenes profesionistas, empleadas o estudiantes, alejándolas de los peligros, promoviendo su mejoramiento cultural y dándoles sano esparcimiento, fomentando, ampliando y perfeccionando la cultura de LA MUJER QUE TRABAJA tanto en el aspecto físico como intelectual y moral, incluyendo además formación especial para el cumplimiento de la misión providencial general de la mujer, para esposa y madre de familia, ya que permaneciendo en el trabajo la mayor parte del día, frecuentemente descuida este aspecto. En 1947 se fundó una casa hogar para empleadas y estudiantes de fuera de la ciudad. Este mismo año se le dio personalidad legal a la sociedad con el nombre de SOLIDARIDAD FEMENINA.
LIGA DE HOMBRES DE EUCARISTIA EN 1937, para promover la vida eucarística entre los jóvenes, una muestra más del ansia apostólica incansable del padre Cervantes.
Hermanas del Servicio Social frente a ellas sor Imelda Tijerina 1944 Instituto Secular Discípulas del Señor a sugerencia de Leonor Tijerina
1945 CENTRO OBRERO DE ESTUDIOS SOCIALES, A.C.. Una de sus preocupaciones más grandes fue la promoción del obrero en la ciudad en que ejercía su sacerdocio. En el año 1947 en un curso de estudio sobre la Ley Federal del Trabajo, se hizo una encuesta para descubrir las más severas necesidades de los obreros, llegando a la conclusión que no tenían casa propia, por lo cual empezó a trabajar para que la obtuvieran. El Padre Cervantes asesoró y animó para el fraccionamiento de un terreno adquirido a bajo costo y se llamó Colonial León XIII.
CENTRO CULTURAL LUMEN 1948. Preocupado por elevar el nivel cultural y moral de la joven que trabaja, pensó el Padre Cervantes en un centro cultural que le diera a la mujer regiomontana horizontes amplios para realizarse en la vida, teniendo la posibilidad de ascender en los diferentes niveles, incluso contar con una carrera universitaria y también atender con mayor calidad las cuestiones familiares y de la sociedad.
Su sensibilidad para captar los problemas sociales y una inteligencia realizadora, llevó al padre Cervantes a la creación de otra obra Escuela de Trabajo Social, una de las primeras en México. En 1952 empezó a funcionar la Escuela de Trabajo Social, amparada por la Clínica y Maternidad Conchita, la Escuela dejó las aulas de la Maternidad Conchita, pero guardando su dependencia para que los estudios fueran reconocidos por la Universidad Autónoma